# Laserdisc
A LaserDisc (LD) egy házi videóformátum, amely az első kereskedelmi forgalomban is kapható optikai adathordozó volt. Eredetileg Discovision néven került piacra 1978-ban. A technológia több különböző néven is futott (Reflective Optical Videodisc, Laser Videodisc, Laservision, Disco-Vision, DiscoVision, és MCA DiscoVision) egészen addig, amíg a Pioneer Electronics meg nem szerezte a gyártó részvényeinek többségét, és az 1980-as évek közepétől LaserDisc néven hozta forgalomba.
A laserdisc az optikai tárolásnak köszönhetően sokkal jobb minőséget produkált, mint az akkor konkurens VHS és Betamax mágnesszalagos rendszerek. Ennek ellenére Európában és Észak-Amerikában nemigen terjedt el, főleg Japánban és Délkelet-Ázsiában vált népszerűvé. Az 1990-es években Hongkongban a laserdisc volt a leggyakoribb formátum a videokölcsönzőkben.
A laserdiscnél használt technológia előfutára volt a CD és DVD formátumoknak.

## Története
A Laser lemez technológiát David Paul Gregg és James Russel találta fel 1958-ban, majd 1961 és 1990-ben szabadalmaztatta. 1969-ben a Philips kifejlesztett egy videolemezt reflektív üzemmódban, melynek előnye a transzparens üzemmód. Az MCA és a Philips úgy döntött, hogy egyesítik erőfeszítéseiket, majd 1972-ben közösen bemutatták a videolemezt. Ez a formátum volt az első a piacon, melyet az Atlanta 1978. december 15-én mutatott be, majd két év múlva megjelentek a VHS videómagnók, és négy évre rá a CD lemez, melynek alapja a lézeres technológia volt. A Philips MCA közös együttműködés nem volt sikeres, így megszűnt pár év múlva. Számos tudós felelős a korai kutatás végett, úgy mint Richard Wilkinson, Ray Dakin és John Winslow is, akik az Optical Disc Corporation vállalatot alapították anno. Jelenleg ODC Nimbus néven vannak jelen a piacon.
Az első laserdisc-et 1978-ban adták ki Észak-Amerikában az MCA Discovision kiadónál. Az utolsót szintén Észak-Amerikában 2000-ben. Az utolsó Japánban megjelent film a Golden Harvest című hongkongi film volt.
Becslések szerint 1998-ban az amerikai háztartásoknak a 2%-ban volt Laser disc lejátszó, ez kb. 2 millió darabot jelent, míg 1999-ben a japán háztartások 10%-ban volt ebből a formátumból és lejátszóból. 1981. június 10-i megjelenése óta világszerte 16,8 millió lejátszót adtak el, ebből 9,5 millió darabot csak a Pioner értékesített.
A 2000-es évek elején a Laser lemez helyébe a DVD lépett, bár még 2001 végéig exportálták a lézer lemezt, majd gyártása megszűnt. Jelenleg csak a gyűjtők körében népszerű ez a formátum. Mára szinte teljesen eltűnt a piacról. Korábban a BBC televízió is használta a LD formátumot.

## LaserDisc méretek
A legelterjedtebb LaserDisc méret 30 cm volt. Ezek a lemezek 30/36 percet vagy 60/64 percet voltak képesek tárolni oldalanként. A programozás nagy része a LaserDisc formátumra, ezeken a lemezeken történt.
20 cm átmérőjű LaserDisc-eket is gyártottak. Ezek a kisebb LaserDisc-ek 20 percet voltak képesek rögzíteni oldalanként. Sokkalta ritkábbak mint a teljes méretű társaik, főleg Észak-Amerikában. Ezeket a kisebb lemezeket gyakran használták videóösszeállításokhoz (pl: Bon Jovi "Breakout") illetve japán karaoke gépekként is.

## Fordítás
- Ez a szócikk részben vagy egészben  a   Laserdisc című angol Wikipédia-szócikk fordításán alapul.  Az eredeti cikk szerkesztőit annak laptörténete sorolja fel. Ez a jelzés csupán a megfogalmazás eredetét és a szerzői jogokat jelzi, nem szolgál a cikkben szereplő információk forrásmegjelöléseként.